# フルダ年代記

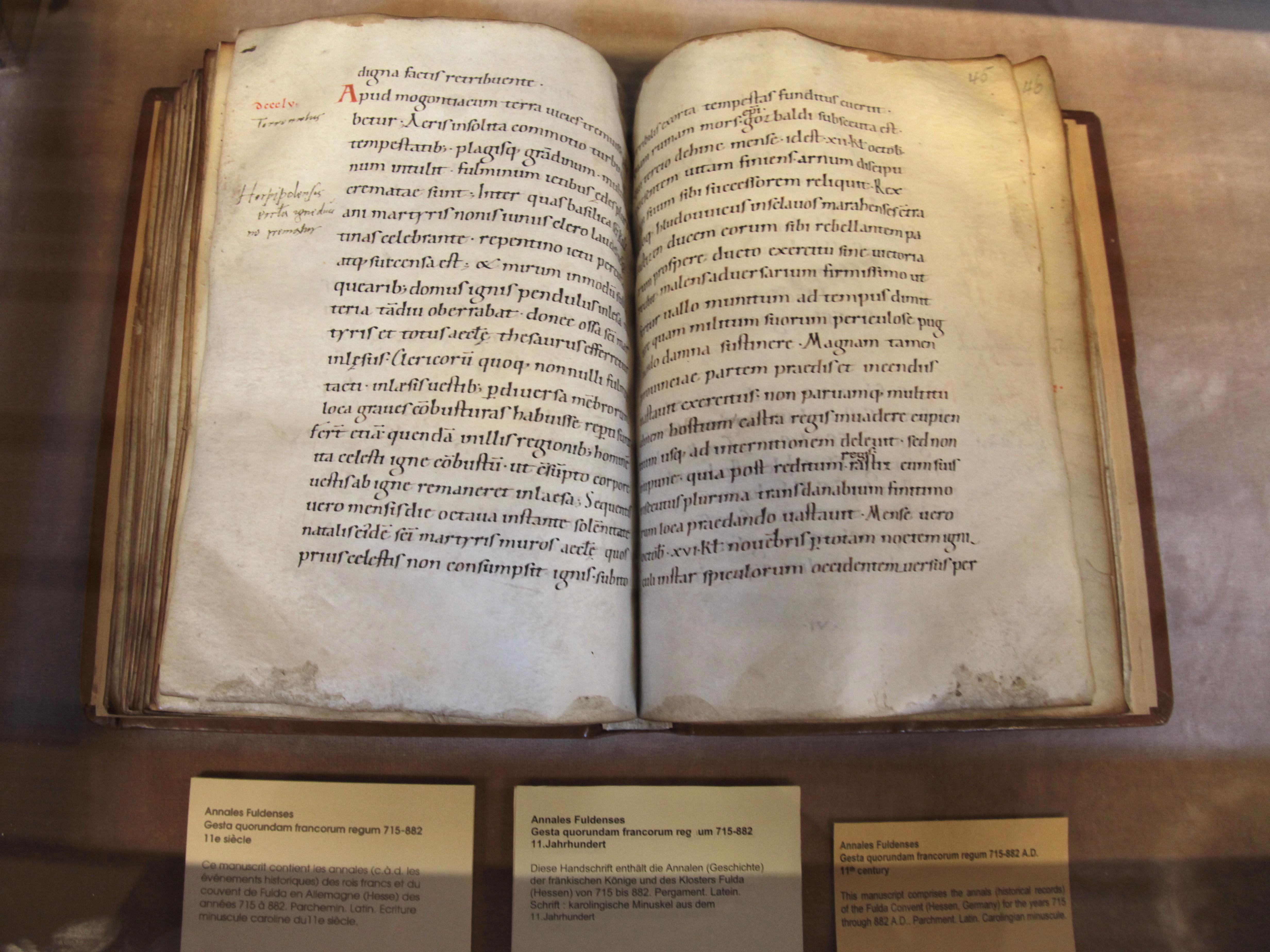
セレスタの人文図書館に保存されている11世紀のカロリング小文字体で複写されたフルダ年代記。マインツで地震のあった855年のページ

フルダ年代記（フルダねんだいき、ドイツ語: Annales Fuldenses）は、東フランク王国の年代記で、ルートヴィヒ1世（敬虔王）の最後の年（840年）から、900年におけるルートヴィヒ4世（幼童王）の登位とともに実質的に終わる東フランクにおけるカロリング朝の支配時代を独自に扱った年代記である。この時代を通して年代記が描いている諸事件の同時代資料であり、カロリング朝の歴史研究にとって一次史料である。フルダ年代記は、同時代の西フランク王国を扱った年代記であるサンベルタン年代記に対応する。

## 著者と写本
フルダ年代記はヘッセンのフルダ修道院で編纂された。ある写本に書かれた注記は、838年までの記載はアインハルトによって記載されたものであることを証明しているとしていたが、これには未だ議論もあり、これは単なる写字生の奥付に過ぎず、それが写本の転写の間に紛れ込んでしまったというもので、中世の写字室では、稀ではない事故の一種である、というものである。それはよいとして、2つ目の注記は、864年までの記載をフルダのルドルフに属する、より独立したグループに帰している。ルドルフ自身の写本は残っていないけれども、彼の写本は別の史料で言及され、伝承に痕跡を残している。一部の学者たちは、全体の編纂は870年代のひとりの無名の編纂者によって最初に行なわれたと信じている。その作業は864年まではMeinhardによって行なわれていた、との説もあったが、このルドルフの後継者に関してはほとんど何も知られていない。しかしながら、 863年以降は、3つ (Kurze)または2つ  (Hellman)の写本グループがルドルフの仕事を、それぞれ882年（または887年）と896年（または901年）まで引継ぎ、重複した内容を持つ写本の分岐が始まった。年代記は、その後も2つの増補があるとされ、それらは、それぞれ"マインツ式"、"ババリア（バイエルン）式"の形式を持っている。マインツ版は、マインツ大司教リウトベルト周辺との結びつきを強く示しており、フランク人の視点によって書かれ、彼が仕えた諸王とリウトベルトへの偏重を示している。バイエルン人の増補は、896年までは恐らくレーゲンスブルクで行なわれ、それ以降については ニーデラルタイヒで行なわれた。増補を含めた新版が待たれている。

## 史料
714年から830年は主にフランク王国年代記(741–829を扱う) とロルシュ年代記(703–803を扱う)を基にしている。  それ以降については、「フルダ年代記」は比較的独自の内容を持っている。

## 内容
年代記は、ルイ敬虔王の死去を含む諸事件部分と、それ以降はフランク帝国が三分割されるヴェルダン条約までの部分に分かれる。860年以降については、年代記は主に東フランク王国とルートヴィヒ2世 (東フランク王)とその息子に関する諸事件に焦点をあてている。記述は845年に始まるヴァイキングによる襲撃の詳細も描いている。その他の諸事件は、彗星とか地震や災害などの多様な'奇蹟'を含む年代記の記録である。年代記はルイ幼童王の王位継承の年の1年後の901年で終了している。

## 重要性
サンベルタン年代記 (ベルティアーニ年代記とも。西フランク王国における同様の諸事件を扱った物語）と同様に、フルダ年代記は9世紀カロリング朝研究の第一級の一次史料である。